# Hans Reimann (autor)
Hans Reimann  (18 de noviembre de 1889 - 13 de junio de 1969) fue un humorista, escritor, dramaturgo y guionista de nacionalidad alemana. A lo largo de su carrera utilizó los pseudónimos Max Bunge, Hans Heinrich, Artur Sünder, Hanns Heinz Vampir y Andreas Zeltner.

## Biografía
Su nombre completo era  Albert Johannes Reimann, y nació en Leipzig, Alemania, en el seno de una familia de clase media. Tras la escuela, se graduó en artes gráficas en Leipzig, estudiando después en la academia de arte de Múnich, además de recibir formación en filología alemana e historia del arte. En la Primera Guerra Mundial estuvo en Galitzia y en la Batalla del Somme. A su vuelta en Leipzig editó la revista satírica Der Drache (1919–1925), y en Fráncfort del Meno editó Das Stachelschwein (1924–1929). También trabajó en las revistas Simplicissimus y Die Weltbühne, y fundó los cabarets Retorte (Leipzig) y Astoria (Fráncfort del Meno). A partir de 1925 vivió en Berlín.
Mediante una breve colaboración con el abogado y escritor Heinrich Spoerl en los años 1930, salió a la luz la obra teatral Der beschleunigte Personenzug, texto según una idea de Spoerl, que en 1936 dio lugar a la novela Wenn wir alle Engel wären. Según la autobiografía de Reimann Mein blaues Wunder (1959), ambos escritores redactaron en 1931 la novela Die Feuerzangenbowle, aunque únicamente aparecía Spoerl como autor. El libro fue adaptado al cine por Reimann en 1933, estrenándose con el título So ein Flegel!. 
A Hans Reimann se le pidió en 1931 que escribiera una parodia sobre Hitler con el título „Mein Krampf“, para el editor Paul Steegemann. Cuando Reimann quiso abandonar el proyecto, por presiones de Hanns Johst, Steegemann quiso obligarle a cumplir su compromiso en 1932. En sus memorias Mein blaues Wunder, Reimann explicaba que todo ello le hizo impopular entre los Nazis, por lo cual tuvo grandes dificultades para poder publicar a partir del año 1933. Cuatro de los libros publicados por Reimann durante la República de Weimarfueron incluidos por los nazis el 25 de abril de 1935 en su lista de literatura dañina e indeseable. Entre 1933 y 1945 los nuevos libros de solo podían aparecer con contenido inofensivo; aun así, pudo editar algunos gracias a un pseudónimo. Reimann encontró empleo como director editorial de la revista Kladderadatsch. Otra revista con la cual colaboró fue Die Brennessel, intentando no editar contenido político y tendencioso. La revista fue abandonada por su editor, desapareciendo en 1938.
En 1939 Hans Reimann se casó con su tercera esposa, la actriz Vilma Bekendorf, y se mudó a Bernried. Tras la Segunda Guerra Mundial, un artículo, Jüdischer Witz unter der Lupe, que Reimann publicó en 1944 en Velhagen und Klasings Monatsheften (Jg. 1943, Heft 6, Pág. 255–257), provocó la prohibición provisional de editar sus escritos. En 1958 Reimann ganó una demanda contra el escritor Moritz Lederer, que hubo de negar públicamente la acusación que había hecho sobre las publicaciones de Rimann en época nazi. Finalmente, Reimann fue desnazificado y rehabilitado, según sentencia del Ministerio de Baviera para Asuntos Especiales. Posteriormente Reimann pudo volver a publicar, haciéndolo en la revista satírica de Múnich Der Simpl. 
Desde 1951 hasta su muerte vivió en Großhansdorf, donde a lo largo de 17 años se publicó la serie de crítica literaria „Literazzia“. Hans Reimann falleció en esa ciudad en el año 1969. Su patrimonio literario se conserva en el Archivo de Literatura Alemana Marbach.
Hans Reimann fue padre de Peter Reimann y abuelo del poeta Andreas Reimann.

## Trabajo (selección)
- 1916 : Die schwarze Liste. Ein heikles Bilderbuch, Kurt Wolff, Leipzig
- 1916 : Die Dame mit den schönen Beinen und andere Grotesken, Georg Müller, Múnich
- 1917 : Kobolz. Grotesken, Kurt Wolff, Leipzig
- 1917 : Das verbotene Buch. Grotesken und Schnurren, Georg Müller, Múnich
- 1917 : Die Dinte wider das Blut. Ein Zeitroman (con el pseudónimo Artur Sünder), Paul Steegemann, Hannover
- 1918 : Der Floh. Skizzen aus Kriegszeit, Georg Müller, Múnich
- 1918 : Das Paukerbuch. Skizzen vom Gymnasium, Georg Müller, Múnich
- 1918 : Tyll, humoristischer Roman, Kurt Wolff, Leipzig
- 1919 : Mit roter Tinte, Erich Matthes, Leipzig
- 1919 : Pax. Ein friedliches Buch, Georg Müller, Múnich
- 1920 : Die Kloake. Ein heikles Lesebuch, Kurt Wolff, Múnich
- 1921 : Sächsische Miniaturen, dibujos de George Grosz, editorial Der Drache, Leipzig
- 1923 : Sächsische Miniaturen Band 2, con 20 dibujos de Paul Simmel, Steegemann, Hannover y Leipzig
- 1921 : Das blinde Huhn oder genauer gesagt Das linksseitig nahezu total erblindete Huhn, Wieland, Múnich
- 1922 : Hedwig Courths-Mahler. Schlichte Geschichten fürs traute Heim, Steegemann, Hannover, Leipzig y Zürich
- 1923 : Von Karl May bis Max Pallenberg in 60 Minuten, Kurt Wolff, Múnich
- 1924 : Der Igel [Das Ekel] (con Toni Impekoven), comedia, estrenada en 1926
- 1925 : Ewers. Ein garantiert verwahrloster Schundroman in Lumpen, Fetzchen, Mätzchen und Unterhosen von Hanns Heinz Vampir, Steegemann, Hannover
- 1928 : Sago, Carl Reissner, Dresde
- 1928 : Komponist wider Willen. Humoristischer Roman, Reissner, Dresde
- 1928 : Neue Sächsische Miniaturen, con Ilustraciones de Karl Holtz, Reissner, Dresde
- 1929 : Das Buch von Leipzig. (Bd. VI der Reihe Was nicht im „Baedeker“ steht), Piper Verlag, Múnich (reedición: Connewitzer Verlagsbuchhandlung 1995)
- 1929 : Männer, die im Keller husten, Parodia sobre Edgar Wallace. Berlín, Paul Steegemann Verlag 1929
- 1929 : Die voll und ganz vollkommene Ehe. Nach Dr. Th. H. van der Velde, Steegemann, Berlín y Leipzig
- 1930 : Das Buch von Frankfurt, Mainz, Wiesbaden  (Bd. IX der Reihe Was nicht im Baedeker steht), Piper Verlag, Múnich (reedición: Connewitzer Verlagsbuchhandlung 1995)
- 1931 : Vergnügliches Handbuch der deutschen Sprache, Gustav Kiepenheuer, Berlín (2ª ed. 1932, 3ª. ed. 1937, 4ª. ed. 1942)
- 1931 : Sächsisch, Piper Verlag, Múnich, volumen I de la serie Was nicht im Wörterbuch steht (reedición: Connewitzer Verlagsbuchhandlung 1995)
- 1932 : Quartett zu dritt. Alles andere als ein Roman, Kiepenheuer, Berlín
- 1933 : Der wirkliche Knigge, Carl Reißner, Dresde
- 1934 : Frau ohne Herz. Ein Theaterstück in 5 Bildern (con el pseudónimo Andreas Zeltner), Dreiklang, Berlín
- 1935 : Motorbummel durch den Orient, Müller & Kiepenheuer, Berlín (Nueva edición Oswald Arnold, Berlín 1942)
- 1935 : Mensch, mach dirs leicht! Des "Wirklichen Knigge" 2. Auflage, Carl Reißner, Dresde
- 1935 : Der Strohmann. Schwank in 3 Akten, Dreiklang, Berlín
- 1935 : Ein Sonntagskind. Lustspiel-Operette in 7 Bildern (música de Karlheinz Gutheim), Vertriebsstelle und Verlag Deutscher Bühnenschriftsteller und Bühnenkomponisten, Berlín
- 1936 : Freut Euch des Lebens! (con Bruno Wellenkamp), Verlag Arbeitsfront (revista para Kraft durch Freude)
- 1936 : Das Buch vom Kitsch, Piper, Múnich
- 1939 : Du, hör’ mal zu! Lustiges, Militärverlag Karl Siegismund, Berlín (Deutsche Soldatenbücherei, Reihe A, Bd. 1; 2ª ed. 1940)
- 1939 : Mit 100 Jahren noch ein Kind ..., Schützen-Verlag, Berlín (4ª ed 1940)
- 1939 : Des Teufels Phiole. Ein utoparodistischer Roman (con el pseudónimo Andreas Zeltner), Schützen-Verlag, Berlín
- 1940 : Der Spaßvogel, Curtius, Berlín (Mitautor)
- 1940 : Der kleine Spaßvogel, Curtius, Berlín (Mitautor)
- 1940 : Con Viktor de Kowa: Der Tolpatsch. Lustspiel in 3 Akten nach dem Roman von Hans Ribau, Ahn & Simrock, Berlín
- 1940 : Herr Knurpel. Fachsimpeleien um eine schnurrige Figur (con el pseudónimo Andreas Zeltner), Wehnert, Leipzig (2ª ed. 1942)
- 1940 : Tamerlan, Ibach, Viena u. a.
- 1940 : Con G. V. Otten: Die Jagdhütte. Schwank, Ahn & Simrock, Berlín
- 1941 : Liebe und Gips, Frommhagen, Berlín
- 1941 : Lachendes Feldgrau, Burmester, Bremen (junto con Hans Riebau)
- 1942 : Hast du Töne!, Schützen-Verlag, Berlín
- 1942 : Die kobaltblaue Tarnkappe. Eine Lausbüberei in der Kleinstadt, Braun & Schneider, Múnich
- 1943 : Lachendes Feldgrau, Burmester, Bremen (junto con Hans Riebau)
- 1951 : Hinter den Kulissen unserer Sprache. Eine Plauderei, Pohl, Múnich
- 1956 : Reimann reist nach Babylon. Aufzeichnungen eines Spießers, Heidenheimer Verlagsanstalt, Heidenheim
- 1957 : Der Mogelvogel, Roman, Niemeyer, Hameln
- 1959 : Mein blaues Wunder. Lebensmosaik eines Humoristen, Autobiografía, Paul List, Múnich
- 2007 : Ordnung im Bücherschrank. Feuilletons, Lehmstedt, Leipzig
- 2008 : Possenspiel des Lebens. Essays und Gedichte zur Zeit, Lehmstedt, Leipzig
- 2010 : Von Paukern und Lausbuben. Erinnerungen, Lehmstedt, Leipzig

## Discografía

### Grabaciones originales
Hans Reimann llevó a cabo a finales de los años 1920 varios discos con sus propios textos para las discográficas Odeon, Homocord, Grammophon, Ultraphon, Telefunken y Electrola. En las grabaciones de Homocord, Ultraphon y Telefunken le acompañaba el compositor Erich Einegg al piano.
1. Odeon
- Sächsische Miniaturen: a) Spießer – b) Meißen oder Loschwitz. Odeon O-11 003 a (Be 7243)
- Sächsische Miniaturen: Die Schöpfungsgeschichte. Odeon O-11 003 b (Be 7242)
- Sächsische Miniaturen: a) Die Katze – b) Das Dienstmädchen. Odeon O-11 004 a (Be 7244)
- Sächsische Miniaturen: a) Im Zigarrenladen – b) Die Jalousien. Odeon O-11 004 b (Be 7245)  Septiembre de 1928
- Sächsische Miniaturen: Oswin, der ertrunkene Hering. 1ª y 2ª parte. Odeon O-2616 a (Be 7642) y b (Be 7643) diciembre de 1928
- Indiskretes von unserer Familie. 1ª y 2ª parte. Odeon O-25 306 a (mx. H-83 429) y b (mx. H-83 430) Homocord-Matrize

2. Homocord
- Laura, ein Gedicht. Al piano: Erich Einegg. Homocord 4-3215 (mx. T.C. 1578)
- Sago, kein Gedicht. Al piano: Erich Einegg. Homocord 4-3215 (mx. T.C. 1580)
- Baul Ball, ein Betrunkener. I und II. Homocord 4-3216 (mx. T.C. 1582/1583)
- Mathilde Müller, die verbogene Lebenskurve einer sächsischen Jungfrau. Al piano: Erich Einegg. Homocord 4-3217 (mx. T.C. 1581)
- Trinklied. Al piano: Erich Einegg. Homocord 4-3217 (mx. T.C. 1644)
- Die wundgeküßte Hand der Madame. Música de Ralph Erwin. Homocord 4-3218 (mx. T.C. 1645)
- Die gute alte und die neue Zeit. Al piano: Erich Einegg. Homocord 4-3218 (mx. T.C. 1646) (A 22. 8. 29)
- Nachgemachter Schiller. Homocord 4-3577 (mx. H-62 543)
- Schlaraffenland. Homocord 4-3577 (mx. H-62 545), también: Odeon O-25 257 (Be 10 782)

3. Grammophon
- Loblied auf die gute alte Zeit. Grammophon 21 866 / B 46077 (mx. 741 bh-IV)
- Sächsische Hymne. Grammophon 21 866 / B 46076 (mx. 744 bh-IV)
- Das Fischerkind von Norderney. Grammophon 21 865 / B 46075 (mx. 743 bh-IV)
- Die Reise nach Bitterfeld. Grammophon 21 865 / B 46074 (mx. 742 bh-IV) (mech. copyr. 1928)
- Wiegenlied. Grammophon 19 983 (mx. 519 bi-IV)
- Des Kindes Schutzengel. Grammophon 19 983 (mx. 520 bi-IV)

4. Ultraphon

 Al piano: Erich Einegg. Febrero de 1931, Berlín
- a) Laubfrosch und Gans - b) Der verwandelte Spatz. Ultraphon A 871 (mx. 16 254)
- a) Der Jägersmann - b) Das Zebra.  Ultraphon A 871 (mx. 16 255)
- a) Lügengedicht – b) Der verspätete Osterhase. Ultraphon A 872 (mx. 16 256)
- Zwölf kleine Negerlein. Ultraphon A 872 (mx. 16 257),

5. Telefunken

Noviembre de 1937, Berlín, Singakademie
- Telefunken-Brettl: Tonfilm-Kathrein. 1ª parte (Erich Einegg – Hans Reimann): Lisl Tirsch – Ilse Trautschold – Erich Einegg – Hans Reimann. Telefunken A 2349 (mx. 22 471)
- Telefunken-Brettl: Dornröschen und Ulrike. 2ª parte (Erich Einegg – Hans Reimann): Lisl Tirsch – Ilse Trautschold – Erich Einegg – Hans Reimann. Telefunken A 2349 (mx. 22 472)

6. Electrola
- Adam und Eva. EG 2311. Mayo de 1931

### Reediciones
- Hans Reimann: Oswin, der ertrunkene Hering – todas las grabaciones publicadas entre 1928 y principios de 1930 más 2 inéditas. Edition Berliner Musenkinder 2004 (CD Duo Phon 05403). Contiene: Oswin, der ertrunkene Hering I & II / Die Schöpfungsgeschichte / Spießer / Meißen oder Loschwitz / Die Katze / Das Dienstmädchen / Im Zigarrengeschäft / Die Jalousien / Loblied auf die gute alte Zeit / Die Reise nach Bitterfeld / Das Fischerkind von Norderney / Sächsische Hymne / Wiegenlied / Des Kindes Schutzengel / Laura, ein Gedicht / Sago, kein Gedicht / Mathilde Müller, die verbogene Lebenskurve einer sächsischen Jungfrau / Baul Ball, ein Betrunkener in der Nacht I & II / Trinklied / Die wundgeküßte Hand der Madame / Die gute alte und die neue Zeit / Nachgemachter Schiller / Nachruf auf einen Kanarienvogel / Drei kleine Stachelschweine / Schlaraffenland